# William Forbes Skene
William Forbes Skene (7 de junio de 1809 - 29 de agosto de 1892) fue un abogado, historiador y anticuario escocés. Fue el cofundador de la firma legal Skene Edwards, la cual tuvo un papel destacado desde comienzos del siglo XX hasta el año 2008, cuando se fusionó con Morton Fraser.

## Biografía

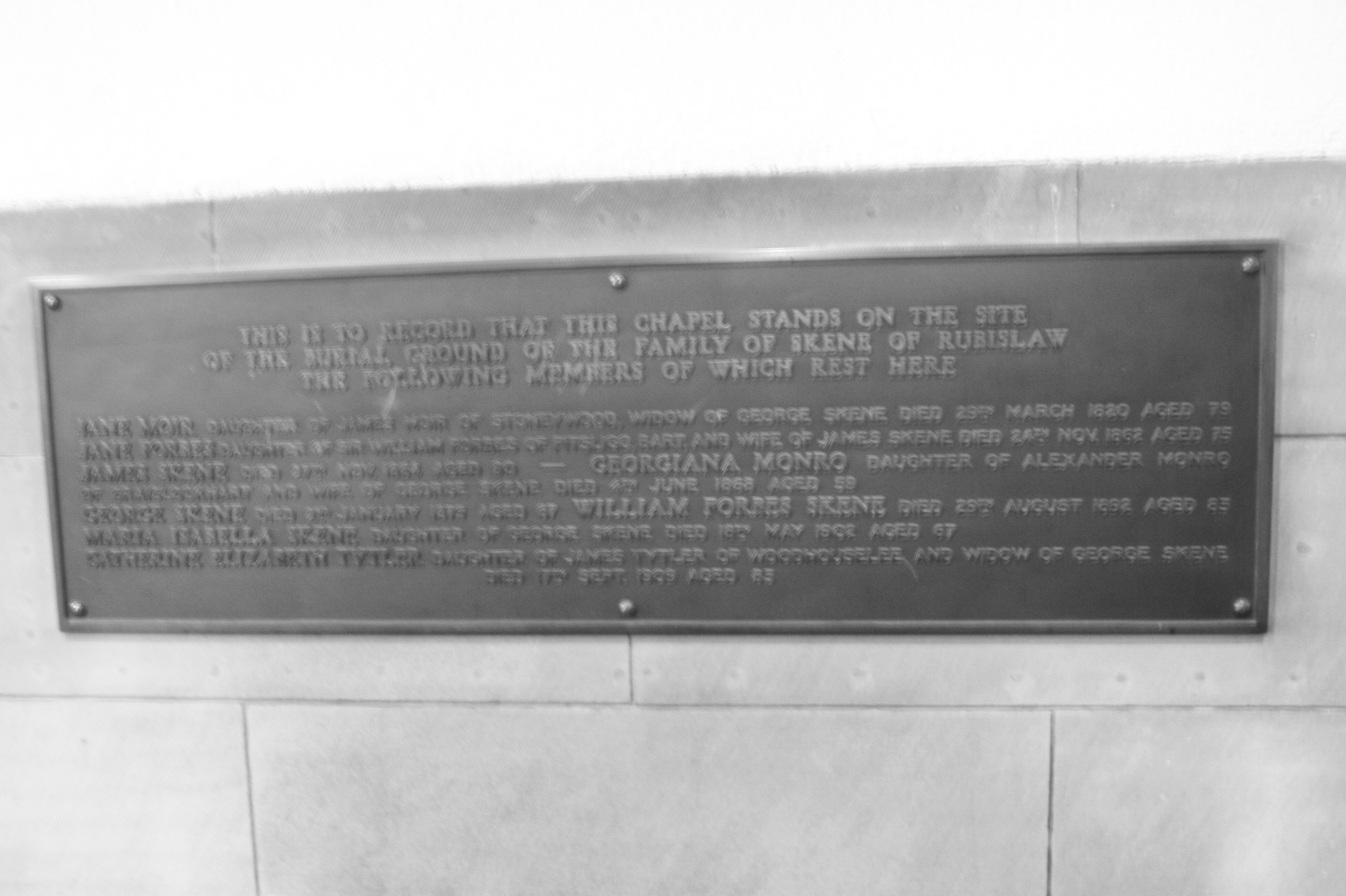
Placa conmemorativa en el panteón de la familia Skene en St. John's, Edimburgo.

Skene nació en Inverey, al noreste de Escocia. Su padre fue James Skene (1775-1864), oriundo del poblado de Rubislaw, cerca de Aberdeen, y amigo del célebre autor Sir Walter Scott. Su madre fue Jane Forbes, hija de Sir William Forbes, VI baronet de Pitsligo. La familia se mudó a Edimburgo en 1817 y William vivió durante una temporada en casa de su tío paterno Andrew Skene, abogado del Estado. En 1820 sus padres alquilaron una casa en el número 126 de Princes Street, frente al Castillo de Edimburgo.
Skene cursó sus estudios en la Academia de Edimburgo y luego trabajó como becario para Francis Wilson WS en Parliament Square y para Henry Jardine WS, también en el mismo domicilio. Más tarde se matricularía en las universidades de Saint Andrews y Edimburgo con la intención de estudiar derecho. Allí también se interesó por la filología celta. En 1832 se convirtió en miembro de la Society of Writers to Her Majesty's Signet (WS) y más tarde obtuvo un cargo oficial en el departamento de cuentas del Tribunal de Sesión, que mantuvo hasta 1865. Su interés por la historia y las reliquias de las Tierras Altas de Escocia dio sus frutos en 1837 cuando publicó The Highlanders of Scotland, their Origin, History and Antiquities.
En 1859 fue elegido miembro de la Real Sociedad de Edimburgo, con Cosmo Innes como su proponente. Ejerció la vicepresidencia de la institución entre 1869 y 1871. Su obra maestra fue Celtic Scotland, a History of Ancient Alban (3 volúmenes., Edimburgo 1876-1880), probablemente una de las contribuciones más importantes a la historia de Escocia escritas en el siglo XIX. En 1879 recibió el título de doctor en Derecho Civil por la Universidad de Oxford y dos años más tarde fue nombrado historiógrafo real para Escocia. 
Skene fue un miembro destacado de la congregación episcopal de la iglesia escocesa de San Vicente en Stockbridge, al norte de Edimburgo, donde tiene una placa conmemorativa en la pared sur de la nave. En sus últimos años tuvo oficinas en el número 5 de la calle Albyn Place y vivió en el 27 de la calle Inverleith Row.
Falleció soltero y sin descendencia el 29 de agosto de 1892. Sus restos fueron enterrados en el panteón familiar Skene, situado en el cementerio de la iglesia episcopal de Saint Johns en Princes Street. El panteón se encuentra en la capilla sureste y está marcado con una placa de bronce.

## Publicaciones
Skene publicó varias ediciones de la Chronica Gentis Scotorum de Juan de Fordun (Edimburgo, 1871-1872). Otros trabajos dignos de mención son  The Four Ancient Books of Wales (Edimburgo, 1868), Chronicles of the Picts and Scots (Edimburgo, 1867), Vita S. Columbae de Adomnán (Edimburgo, 1874), Essay on the Coronation Stone of Scone (Edimburgo, 1869), Celtic Scotland (1880) y Memorials of the Family of Skene (Aberdeen, 1887). El filólogo escocés Alexander Macbain fue uno de sus detractores.